# Vanessa Johansson
Vanessa Johansson, née le 12 janvier 1980 à New York, est une actrice américaine. Elle est la sœur ainée de Scarlett Johansson.

## Filmographie
- 1996 : Manny & Lo de Lisa Krueger : Golf Course Family
- 2006 : Shifted : Catherine
- 2007 : Reservations : Tara
- 2008 : Le Jour des morts (Day of the Dead) de Steve Miner : réceptionniste
- 2008 : The Objective : Stacy Keynes
- 2008 : Shark in Venice : Laura
- 2009 : Battle for Terra d'Aristomenis Tsirbas : Sora (voix)
- 2018 : La Princesse des Glaces (voix)